# Matthew Walls
Pour les articles homonymes, voir Walls.
Matthew "Matt" Walls (né le 20 avril 1998 à Oldham en Angleterre) est un coureur cycliste britannique, spécialiste de la piste. Sur piste, il est champion olympique de l'omnium en 2021, champion d'Europe de course à l'élimination en 2018 et 2020 et champion d'Europe d'omnium en 2020.

## Biographie
Matthew Walls commence à faire du vélo à l'âge de neuf ans, d'abord en VTT avec son père dans les Pennines juste pour le plaisir. À l'école, il s'essaye à divers sports, dont le triathlon, où il apprécie particulièrement la partie vélo. Après avoir participé à une séance d'entraînement sur piste au vélodrome de Manchester, il devient membre du Eastland Velo Club. Il participe à sa première course à l'âge de onze ans et remporte ensuite des titres nationaux dans divers groupes d'âge. Il intègre tous les programmes de talent de British Cycling à partir de 15 ans. Il partage son temps entre un programme piste tout au long de l'hiver, basé à Manchester, et un programme de route à partir de mars, basé dans le nord de l'Italie. Dans une interview en juin 2018, il déclare ne préférer aucune discipline, entre la piste et la route, mais que son rêve est un jour de gagner une classique comme Paris-Roubaix. 
En 2016, Matthew Walls a d'abord attiré l'attention internationale  aux mondiaux sur piste juniors (moins de 19 ans) en remportant l'argent de la course aux points et le bronze de la poursuite par équipes avec Ethan Hayter, Reece Wood et Fred Wright. Aux championnats d'Europe juniors de la même année, il décroche deux titres sur la course à l'américaine (avec Ethan Hayter) et la poursuite par équipes (avec Hayter, Wood et Wright). 
En 2017, il fait ses débuts dans la catégorie des espoirs (moins de 23 ans). Il devient champion d'Europe de poursuite par équipes espoirs avec Matthew Bostock, Ethan Hayter et Joe Holt. Il remporte également ses deux premiers titres de champion de Grande-Bretagne élites, sur l'omnium et en poursuite par équipes. Avec Ethan Hayter, il gagne la compétition des moins de 23 ans des Six jours de Berlin.
Au printemps 2018, il s'illustre sur route en remportant deux étapes de la Flèche du Sud et une étape d'À travers les Hauts-de-France. Début août, il devient chez les élites à Glasgow champion d'Europe de course à élimination. À la fin du mois, il ajoute à son palmarès trois titres de champion d'Europe sur piste espoirs sur la poursuite par équipes, le scratch et la course à l'américaine. Fin décembre, il gagne sa première manche de Coupe du monde à domicile, à Londres, lors de l'omnium. Il gagne également trois nouveaux titres de champion de Grande-Bretagne sur piste.
En 2019, il est double champion d'Europe sur piste espoirs sur l'américaine (avec Fred Wright) et l'omnium. Sur route, il gagne une étape d'À travers les Hauts-de-France et du Tour d'Italie espoirs. Il se classe également deuxième de l'Arno Wallaard Memorial et du général d'À travers les Hauts-de-France, ainsi que troisième d'Entre Brenne et Montmorillonnais. À partir du mois d'août, il est stagiaire au sein de l'UCI WorldTeam EF Education First. Parallèlement avec la sélection britannique, il participe à sa première course World Tour en se classant treizième de la RideLondon-Surrey Classic et se classe deuxième d'une étape du Tour de Grande-Bretagne. Aux mondiaux sur piste 2020 à Berlin, il est médaillé de bronze de l'omnium. En novembre de la même année, il confirme en devenant double champion d'Europe sur l'omnium et la course à élimination.
Pour la saison 2021, il signe un contrat professionnel avec l'équipe allemande World Tour allemande Bora-Hansgrohe. En août, il participe aux Jeux olympiques de Tokyo, où il devient champion olympique de l'omnium après avoir dominé les quatre épreuves. Il décroche également une médaille d'argent sur la course à l'américaine avec Ethan Hayter. Après les Jeux, il remporte sur route la dernière étape du Tour de Norvège, puis en fin de saison le Tour du Piémont. En juillet 2022, il est impliqué dans une chute spectaculaire lors de la course scratch des Jeux du Commonwealth. Projeté par-dessus la balustrade à l'extérieur de la piste ,il heurte plusieurs spectateurs et doit être transporté à l'hôpital, où il ressort avec une commotion cérébrale et des points de suture au front.
En mai 2023, il se fracture la hanche lors d'une chute à l'entrainement. Après deux saisons difficiles, il n'est pas conservé par l'équipe Bora-Hansgrohe à l'issue de la saison 2023.
Il est recruté par Groupama-FDJ pour 2024 et 2025.

## Palmarès sur piste

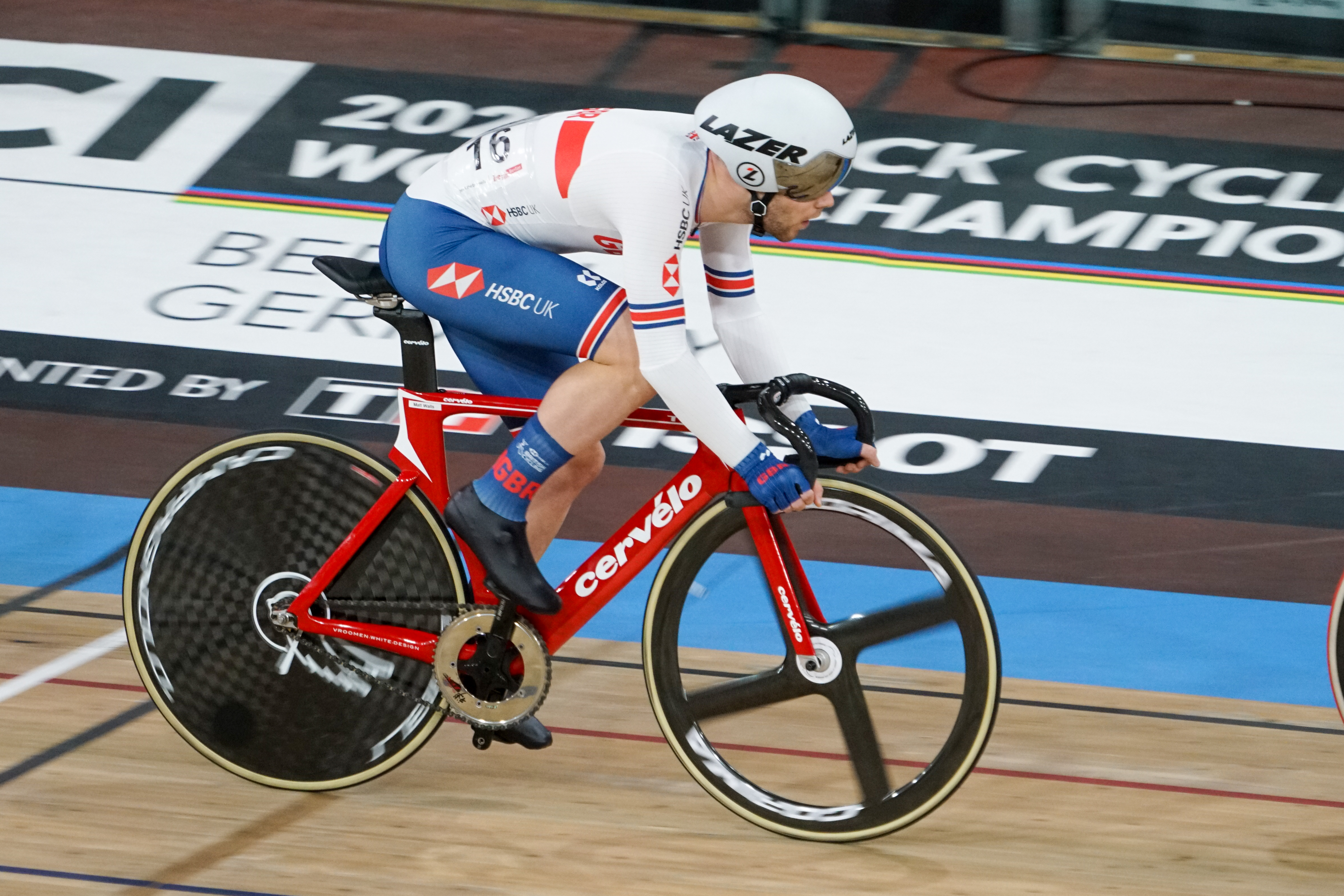
Matthew Walls sur son vélo lors des mondiaux sur piste de Berlin en 2020

### Jeux olympiques
- Tokyo 2020
  -  Champion olympique de l'omnium
  -  Médaillé d'argent de la course à l'américaine (avec Ethan Hayter)

### Championnats du monde
- Pruszków 2019
  - 6e du scratch
- Berlin 2020
  -  Médaillé de bronze de l'omnium

### Championnats du monde juniors
- Aigle 2016
  -  Médaillé d'argent de la course aux points
  -  Médaillé de bronze de la poursuite par équipes

### Coupe du monde
- 2018-2019
  - 1er de l'omnium à Londres
  - 2e de l'américaine à Londres
  - 3e de la poursuite par équipes à Londres
- 2019-2020
  - 1er de l'omnium à Minsk

### Championnats d'Europe
| Édition / Épreuve          | Poursuite par équipes                      | Scratch | Américaine        | Omnium | Élimination |
| Montichiari 2016 (juniors) | Or (avec Hayter, Wood et Wright)           |         | Or (avec Britton) |        |             |
| Anandia 2017 (espoirs)     | Or (avec Holt, Bostock et Hayter)          |         |                   |        |             |
| Aigle 2018 (espoirs)       | Or (avec Holt, Britton, Bostock et Wright) | Or      | Or (avec Hayter)  |        |             |
| Glasgow 2018               |                                            |         |                   |        | Or          |
| Gand 2019 (espoirs)        |                                            |         | Or (avec Wright)  | Or     |             |
| Plovdiv 2020               |                                            |         |                   | Or     | Or          |

### Championnats nationaux
- 2015
  -  Champion de Grande-Bretagne de course aux points juniors
  - 3e du championnat de Grande-Bretagne de l'américaine juniors
- 2016
  -  Champion de Grande-Bretagne de course aux points juniors
  -  Champion de Grande-Bretagne du scratch juniors
  - 2e du championnat de Grande-Bretagne de l'américaine juniors
  - 2e du championnat de Grande-Bretagne de l'américaine
- 2017
  -  Champion de Grande-Bretagne de l'américaine (avec Ethan Hayter)
  -  Champion de Grande-Bretagne de l'omnium
  - 2e du championnat de Grande-Bretagne de poursuite par équipes
- 2018
  -  Champion de Grande-Bretagne de poursuite par équipes (avec Rhys Britton, Ethan Hayter, Jake Stewart et Fred Wright)
  -  Champion de Grande-Bretagne de l'américaine (avec Fred Wright)
  -  Champion de Grande-Bretagne de l'omnium (février et octobre)
  - 3e du championnat de Grande-Bretagne de scratch

## Palmarès sur route

### Par année
- 2018
  - 1re et 5e étapes de la Flèche du Sud
  - 3e étape d'À travers les Hauts-de-France
  - Otley Grand Prix
  - 2e du Handzame Challenge
  - 2e du Stockton Grand Prix
- 2019
  - 3e étape d'À travers les Hauts-de-France
  - 2e étape du Tour d'Italie espoirs
  - 2e de l'Arno Wallaard Memorial
  - 2e d'À travers les Hauts-de-France
  - 3e d'Entre Brenne et Montmorillonnais
  - 10e du championnat d'Europe sur route espoirs
- 2021
  - 4e étape du Tour de Norvège
  - Tour du Piémont
- 2024
  - 2e du championnat de Grande-Bretagne du critérium

### Classements mondiaux
| Année                                 | 2018  | 2019 | 2020 | 2021 | 2022  | 2023  | 2024  |
| ------------------------------------- | ----- | ---- | ---- | ---- | ----- | ----- | ----- |
| Classement mondial                    | 1738e | 522e | nc   | 272e | 2217e | 2149e | 2618e |
| UCI Europe Tour                       | 1142e | 400e | nc   | 230e | 1395e | nc    | nc    |
|                                       |       |      |      |      |       |       |       |
| Légende : nc = non classéSource : UCI |       |      |      |      |       |       |       |

## Distinctions
Walls a reçu les clés de la ville d'Oldham le 8 septembre 2021.
Il est nommé membre de l'Ordre de l'Empire britannique (MBE) lors des distinctions honorifiques du Nouvel An 2022, pour services rendus au cyclisme.